# Epeli Rakai
Epeli Rakai (* 1961) ist ein ehemaliger fidschianischer Rugbyspieler. Er nahm 1987 mit der fidschianischen Rugby-Union-Nationalmannschaft an der Rugby-Union-Weltmeisterschaft teil.